# Wolf Hildebrandt
Wolf Hildebrandt (* 4. Februar 1906 in Stettin; † 14. Oktober 1999 in Deidesheim; eigentlich Wolfgang Hildebrandt) war ein deutscher Künstler. Er betätigte sich als Maler, Zeichner, Autor, Komponist, Dramaturg und Regisseur. Hildebrandt war auch bekannt unter seinem Künstlernamen Hil.

## Leben
Geboren als Sohn des Organisten an der Schlosskirche zu Stettin, Ulrich Hildebrandt, besuchte Wolfgang Hildebrandt zunächst das Gymnasium und anschließend die von Gregor Rosenbauer geleitete Kunstgewerbeschule („Werkschule für gestaltende Arbeit“) in Stettin. 1925 wurde er kurzzeitig Bühnenbildner in Rudolstadt. 1926 erhielt er ein Stipendium zum Studium am Bauhaus Dessau. Danach ging er wieder zum Theater zurück und war 1931 Mitbegründer der antifaschistisch geprägten Gruppe „Kollektiv Hamburger Schauspieler“. Hildebrandt wurde 1933 von den neuen nationalsozialistischen Machthabern zunächst verhaftet, konnte ab August dieses Jahres dann wieder als Künstler tätig werden; 1941 allerdings erfolgte ein endgültiges Berufsverbot. 1959 wurde er wieder als Maler und Schriftsteller aktiv. 1977 ließ er sich in Deidesheim nieder und hatte hier sein Atelier. Zu seinem 90. Geburtstag 1996 gab es ihm zu Ehren im Bauhaus Dessau fünf Ausstellungen, außerdem wurde sein Theaterstück „Das Paradies ist das Labyrinth“ hier aufgeführt. Im November desselben Jahres gab es eine Ausstellung seiner Werke auf dem Hambacher Schloss. Drei Jahre später starb Hildebrandt 93-jährig in Deidesheim.